# Nsingi Pululu
Nsingi Pululu, né le 26 novembre 1978 à Kinshasa, est un homme politique de la république démocratique du Congo (RDC).

## Biographie
Nommé par ordonnance présidentielle, Nsingi Pululu est membre du conseil d'administration de la Société nationale d'électricité SA depuis octobre 2022.

### Carrière politique
Cerveau Pitshou Nsingi Pululu est le président et le fondateur du parti Ligue des serviteurs.
Membre du regroupement politique Action pour l’alternative et le bien-être (AAB), il est le porteur de la loi congolité appelée autrement loi Tshiani, qui voudrait que seuls les citoyens nés de père et de mère congolais soient légitimes à accéder aux plus hautes fonctions de l’État, dont la présidence de la République. Cette proposition de loi a fait débat dans plusieurs médias à travers le monde et dans la société civile. Elle est généralement considérée comme une volonté du camp présidentiel d'empêcher Moïse Katumbi de se présenter à l'élection présidentielle de 2023 face au président sortant Félix Tshisekedi.